# NGC 3511
NGC 3511 est une galaxie spirale située dans la constellation de la Coupe. NGC 3511 a été découverte par l'astronome germano-britannique William Herschel en 1786.

## Caractéristiques
La classe de luminosité de NGC 3511 est III et elle présente une large raie HI. Elle renferme également des régions d'hydrogène ionisé. NGC 3511 est aussi galaxie active de type Seyfert 1.

### Distance
Sa vitesse par rapport au fond diffus cosmologique est de 1 465 ± 25 km/s, ce qui correspond à une distance de Hubble de 21,6 ± 1,6 Mpc (∼70,5 millions d'al).
À ce jour, 27 mesures non basées sur le décalage vers le rouge (redshift) donnent une distance de 12,563 ± 1,760 Mpc (∼41 millions d'al), ce qui est à l'extérieur des valeurs de la distance de Hubble. Puisque cette galaxie est relativement rapprochée du Groupe local, il est probable que cette valeur soit plus près de la distance réelle de NGC 3511. Notons que c'est avec la valeur moyenne des mesures indépendantes, lorsqu'elles existent, que la base de données NASA/IPAC calcule le diamètre d'une galaxie.

### Classification
On ne voit sur les images de NGC 3511 ni la présence d'une barre, ni même un début de barre. La classification de spirale ordinaire (SA(s)c) par la base de données NASA/IPAC semble mieux correspondre à cette galaxie.

### Luminosité dans l'infrarouge
La luminosité de la galaxie NGC 3511 dans l'infrarouge lointain (de 40 à 400 µm)  est égale à 4,90 × 109 {\displaystyle L_{\odot }} (109,69{\displaystyle L_{\odot }}) et sa luminosité totale dans l'infrarouge (de 8 à 1 000 µm) est de 6,61 × 109 {\displaystyle L_{\odot }} (109,82{\displaystyle L_{\odot }}).

## Paire de galaxies
Selon Soares et ses collègues, NGC 3511 et NGC 3513 forment une paire de galaxies. La distance de NGC 3513 est de 12,327 ± 3,983 Mpc (∼40,2 millions d'al), ce qui est presque indentique à celle de NGC 3511 confirmant ainsi qu'il s'agit d'une paire réelle de galaxies.

## Morphologie

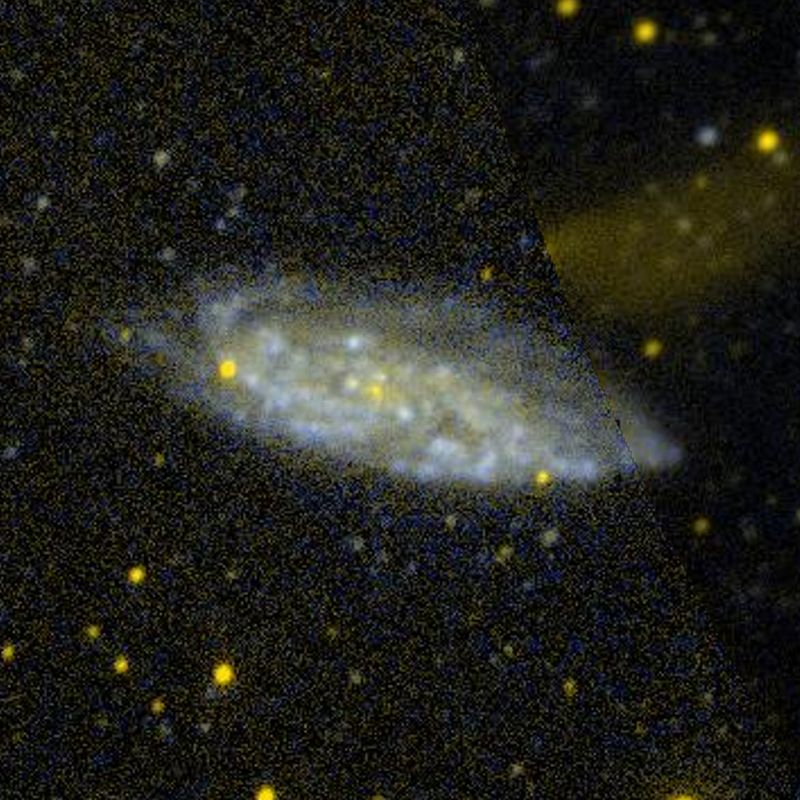
NGC 3511 dans le domaine de l'ultraviolet par GALEX. On ne voit sur cette image, ni sur celle de l'étude Pan-STARRS, la présence d'une barre au centre de cette galaxie.

NGC 3511 a été utilisée par Gérard de Vaucouleurs comme une galaxie de type morphologique SAB(s)cd dans son atlas des galaxies,.
Eskridge, Frogel et Pogge ont publié un article en 2002 décrivant la morphologie de 205 galaxies spirales ou lenticulaires rapprochées. Les observations ont été réalisées dans la bande H de l'infrarouge et dans la bande B (le bleu). Selon Eskridge et ses collègues, NGC 3511 est de type Scd dans la bande B et  SABbc dans la bande H. La luminosité du bulbe de NGC 3511 est plutôt faible et il existe des indices d'un double noyau. Le bulbe est elliptique, mais comme cette galaxie a une forte inclinaison, il peut s'agit d'un effet de projection. Un motif spiralé à deux bras émerge du renflement. Ceux-ci sont très diffus, larges et inégaux. Il y a des nœuds, mais aucun n’est très proéminent. À faible brillance de surface, il existe des petits morceaux d'autres bras.